# James Hogg (poet)
James Hogg, född 1770, död 21 november 1835, var en skotsk poet.
Hogg är mest känd under benämningen "The Ettrick sheperd". Under inflytande av äldre skotsk litteratur och uppmuntrad av bland andra Walter Scott, till vars Border minstrelsy han lämnat bidrag, skrev Hogg flera samlingar dikter samt ypperliga skotska folklivsskildringar, legender och folksagor. Hoggs samlade skrifter är utgivna av J. Wilson (5 band, 1850-52) och W. Wallace (1903).
Hoggs roman The private memoirs and confessions of a justified sinner, som hade rönt begränsad uppmärksamhet vid utgivningen 1824, har sedan mitten av 1900-talet haft en framträdande plats i Skottlands litteraturkanon.